# Naturwissenschaftlicher Verein für Schwaben
Der Naturwissenschaftliche Verein für Schwaben (nwvs) ist ein wissenschaftlicher, gemeinnütziger Verein, der im Jahr 1846 als Naturhistorischer Verein in Augsburg gegründet und 1887 in Naturwissenschaftlicher Verein für Schwaben und Neuburg (a.V.) umbenannt wurde.

## Aufgaben, Ziele, Leistungen
Der Verein zählt zu den ältesten Naturschutzvereinen in Bayern und hat entsprechend viel zur Kenntnis der regionalen Natur beigetragen. Er bezweckt die Pflege und Unterstützung naturwissenschaftlicher Forschung, die Förderung des Arten‐ und Biotopschutzes und des Umweltschutzes. Der nwvs ist Mitglied im Deutschen Naturschutzring.
Der nwvs sieht seine Kernaufgabe in der Erforschung und Beschreibung der Natur Bayerisch-Schwabens und gibt seine Erkenntnisse in Vorträgen, Exkursionen und regelmäßigen Forschungsberichten an die Öffentlichkeit und die Fachbehörden weiter. Fachpublikationen und Jahresberichte gehen außerdem an interessierte Bibliotheken im In- und Ausland. Neben seiner Forschung betreibt der Verein auch praktische Landschafts- und Biotoppflege und arbeitet in Fachgremien mit.
Der Naturwissenschaftliche Verein für Schwaben hat rund 450 Mitglieder. Der 6-köpfige Vorstand wird von einem Fachbeirat unterstützt. Im Verein werden Arbeitsgemeinschaften für folgende Fachbereiche gepflegt: Botanik, Ornithologie, Entomologie, Geologie, Naturfotografie und Naturschutz.

## Publikationen
Seit 1848 gibt der Naturwissenschaftliche Verein für Schwaben bzw. seine Vorgänger eine Fachzeitschrift heraus:
- Berichte des Naturhistorischen Vereins in Augsburg: 1 (1848) – 28 (1885)
- Berichte des Naturwissenschaftlichen Vereins für Schwaben und Neuburg in Augsburg: 29 (1886) – 50 (1933) (Digitalisate)
- Abhandlungen des Naturwissenschaftlichen Vereins für Schwaben (Heft 1): 51 (1936)
- Abhandlungen des Naturkunde- und Tiergartenvereins (Heft 2 – 3): 52 (1940) – 53 (1941)
- Abhandlungen des naturwissenschaftlichen Vereins für Schwaben in Augsburg (Heft 4–14): 54 (1949) – 63 (1958)
- Berichte des naturwissenschaftlichen Vereins für Schwaben (mit dem Obertitel „Aus der Schwäbischen Heimat“), ISSN 0340-3734: 64 (1960) – 83 (1979)
- Berichte des Naturwissenschaftlichen Vereins für Schwaben, ISSN 0720-3705: 84 (1980) – 114 (2010)
- Schwäbische Naturkunde. Naturwissenschaftlicher Verein für Schwaben, Augsburg 1933–1934 (Zählung: 1.1933/34,1-2)
- Fritz Hiemeyer (Hrsg.): Flora von Augsburg. Mit Pflanzenzeichnungen und Karten von Georg Radmüller. Naturwissenschaftlicher Verein für Schwaben, Augsburg 1978.
- Fritz Hiemeyer (Hrsg.): Flora von Augsburg. Nachtrag 1984. Mit Pflanzenzeichnungen und Karten von Georg Radmüller. Naturwissenschaftlicher Verein für Schwaben, Augsburg 1984.
- Wildes Schwaben. Naturwissenschaftlicher Verein Schwaben, Königsbrunn [2017].